# Gniva
Gniva (ryska: Гнива) är ett vattendrag i Belarus.   Det ligger i voblasten Homels voblast, i den östra delen av landet, 270 km sydost om huvudstaden Minsk.
Trakten runt Gniva består till största delen av jordbruksmark. Runt Gniva är det glesbefolkat, med 10 invånare per kvadratkilometer.